# August (1515-1525)
August és un relleu d'autor desconegut datat entre 1515-1525 que actualment forma part de la col·lecció permanent del Museu Nacional d'Art de Catalunya.

## Descripció
Aquest relleu, de format rectangular i treballat en diverses gradacions de gruix, representa el bust de l'emperador August jove, vist de perfil, amb corona radiada i ínfules. Al fons hi ha un arc de triomf amb la inscripció PROVIDENTIA, lema clàssic referit a la divinitat.

## Història
Es tracta d'una imatge feta per un escultor de la Itàlia renaixentista, inspirada en models de l'antiga Roma, segurament una moneda. Joaquim Garriga i Riera, el 1988, va apuntar cap a un autor desconegut vinculat al taller de Mino da Fiesole, en una cronologia posterior a la mort del mestre, ateses les formes gràcils del relleu que remeten als escultors florentins. Però cal tenir en compte que Mino da Fiesole va instal·lar el seu taller a Roma entre el 1454 i el 1480, i que a finals del Quattrocento hi havia molts artistes toscans que treballaven a la Ciutat Eterna.
En tot cas, el relleu va ser adquirit a Roma per un pròcer català, Miquel Mai, que fou ambaixador de l'emperador Carles V davant el papa Climent VII entre el 1528 i el 1531, i vicecanceller del Consell d'Aragó entre el 1533 i el 1546. Se sap que Miquel Mai havia tractat amb tallers escultòrics romans, ja que va enviar una font de marbre a Toledo per a l'emperador. L'August prové de la col·lecció de vint-i-un relleus circulars en marbre, bona part dels quals es conserven al MNAC, que Miquel Mai tenia a la seva residència de Barcelona, segons l'inventari post-mortem de la seva muller.